# 吴颐人
吴颐人（1942年—），原名吴一仁，别署忘我庐、初藕堂、归海楼、司马由缰、宁邬（或宁坞）、绿云楼、壬壶、谿饮庐、逐鹿山房、逐鹿子、两天晒网斋、三难堂、白驴禅屋、千万莲花院、强之、醉汉等，男，汉族，上海人，中国书法家、篆刻家，西泠印社社员，中国书法家协会会员。

## 家庭
女儿是演员吴越。